# Philipsdorp (Eindhoven)
Philipsdorp is een buurt in de wijk 'Strijp binnen de ring' van het stadsdeel Strijp in de stad Eindhoven, in de Nederlandse provincie Noord-Brabant. Na 1910 werd deze buurt gebouwd om te voldoen aan de behoefte aan woonruimte voor werknemers van de snel groeiende gloeilampenfabriek van Philips. Op 1 januari 2023 telde de buurt 3.225 inwoners, verdeeld over 1.902 woningen, met een gemiddelde WOZ-waarde van € 365.000, op een oppervlakte van 0,42 km².

## Ontstaan

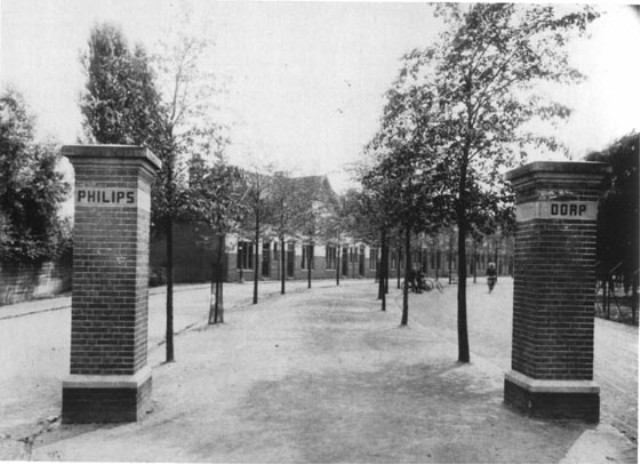
Philipsdorp, St. Elisabethlaan, 1915

Het idee van een fabrieksdorp omvatte een visie op de leefomstandigheden van de moderne fabrieksarbeider, zoals een gezonde woning, een moestuin en werk op korte afstand. Alle voorzieningen voor de arbeiders, zoals bedrijfswinkels, een broodfabriek, een badhuis en scholen, maar ook sportvelden en een muziekvereniging waren binnen het dorp gevestigd. Er werd een besef gekweekt van saamhorigheid en trouw aan het bedrijf waar men mocht werken. Het fabrieksdorp moest een complete leefgemeenschap vormen.
Philipsdorp is in drie fases ontworpen en gebouwd. In 1910 is men begonnen met de bouw van het eerste deel. Dit grondgebied behoorde vroeger tot de gemeente Strijp. Het huidige Groot-Eindhoven bestond nog niet, pas in 1920 zijn de samenstellende gemeenten gefuseerd. Philips kocht het land tegenover het oorspronkelijke gloeilampenfabriekje, vanaf de Emmasingel (toen de rand van Eindhoven) tot aan de spoorlijn. Het bedrijf groeide enorm tussen 1900 en 1909 en trok veel vaklieden aan van buiten Eindhoven.
Er was in die tijd een enorme behoefte aan woningen voor arbeiders maar ook voor beambten en vaklieden. In Eindhoven zelf was nauwelijks ruimte voor woningbouw. De arbeiderswoningen die er waren, verkeerden in zeer slechte staat en de leefomstandigheden waren zeer slecht. Eindhovense ondernemers bouwden wel, maar in kleine aantallen. Philips nam daarom zelf het initiatief om woningen te gaan bouwen en richtte een woningbouwvereniging op. Wat tegenwoordig de Frederiklaan is, was destijds de weg naar het dorp Strijp. Hier waren verder alleen landerijen en de spoorbaan. In 1909 kocht Philips een grote pachthoeve met landerijen in de omgeving op met het plan om woningen te bouwen.
Gerrit Jan de Jongh maakte een stedenbouwkundig plan voor het eerste gedeelte van Philipsdorp, hij ontwierp een straten- en rioleringsplan. De uitwerking van dit plan, ook het architectonische deel, werd door anderen gedaan. Deze Gerrit Jan De Jongh, voormalig genie-officier en directeur van Gemeentewerken Rotterdam, was een stedenbouwkundige van naam. Hij had leiding gegeven aan de stedenbouwkundige ontwikkeling in Rotterdam en was daar onder meer verantwoordelijk voor de aanleg van de Park-, Rijn-, Maas-, en Waalhaven, de wijk Feijenoord, en het Kralingse Bos. Later werd Gerrit Jan de schoonvader van Anton Philips, Anton trouwde namelijk met zijn dochter Anna.
Anton Philips en Gerrit Jan de Jongh hebben voor inspiratie gekeken naar het Tuindorp 't Lansink van collega-industrieel Charles Theodorus Stork in Hengelo, en naar het fabrieksdorp Port Sunlight van de zeepfabrikant Lever in Engeland. Centraal stond een “green” of brink voor allerlei sport- en ontspanningsactiviteiten, met daar omheen de dorpsvoorzieningen. Het geheel moest een rustieke dorpse sfeer krijgen, met veel groen. De belangrijke straten waren gebogen, hieruit bleek een romantische landschappelijke benadering. Het park was het centrum van de nieuwe gemeenschap, alle straten kwamen uit op dit park en ook alle voorzieningen waren eromheen gebouwd. Op deze manier werd de eenheid van wonen en werken gesymboliseerd. In zo’n fabrieksdorp of “company town” hadden de bewoners alles bij elkaar, het werk, de winkels, en alle andere voorzieningen.
De woningen zelf werden ontworpen door gemeentelijk architect Louis Kooken, die onder andere het Radiomonument en de Volkssterrenwacht, beide in het Stadswandelpark, op zijn naam heeft staan. Ir. De Jongh had alleen aanwijzingen gegeven dat de woningen in series van vier of acht naast elkaar zouden moeten komen met kleine variaties en overeenkomsten zodat ze één architectonisch geheel zouden vormen.

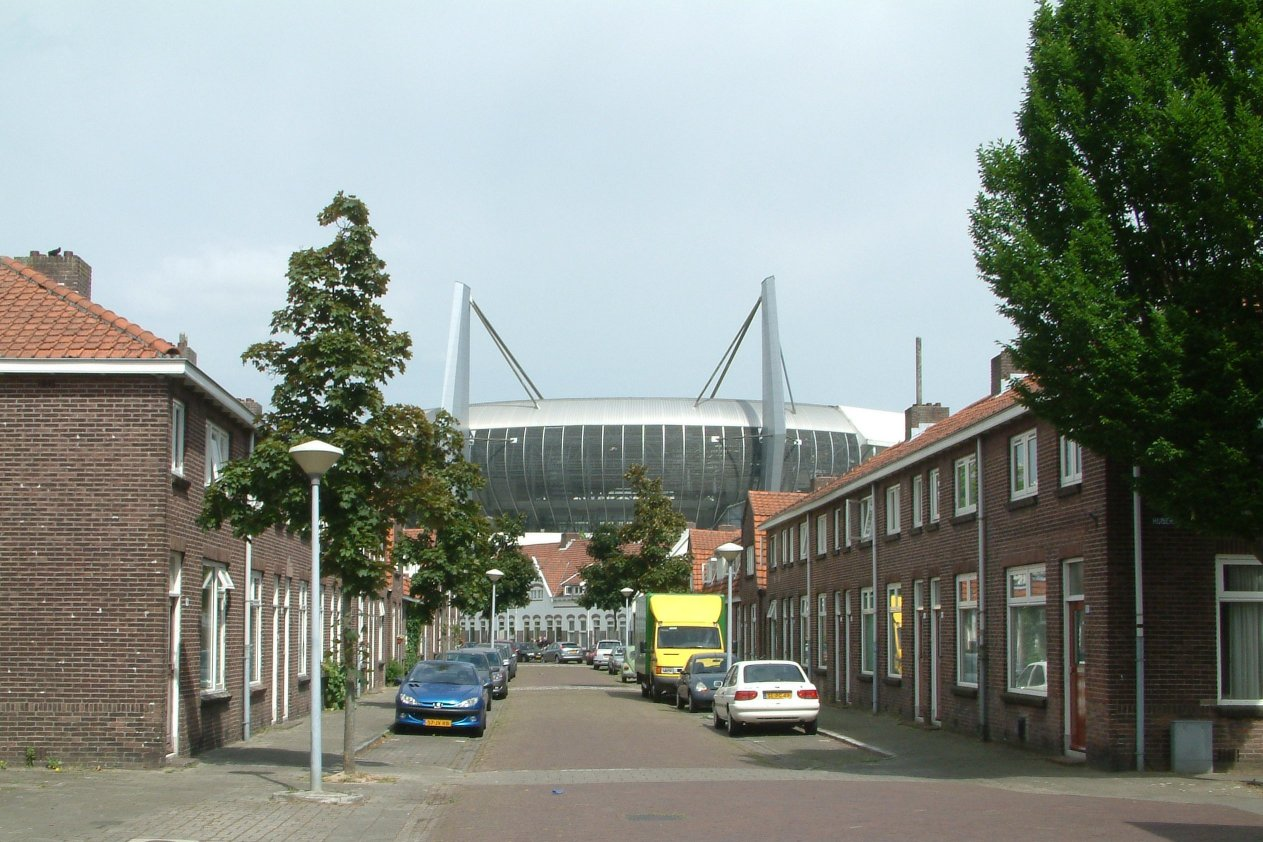
Henriëttestraat

Omdat de bewoners voornamelijk een agrarische achtergrond hadden, werden er grote achtertuinen gepland, zodat er moestuinen aangelegd konden worden. In eerste instantie lagen er aan de noordkant van het park volkstuinen die men kon huren. De straten van de eerste fase zijn bijna alle vernoemd naar dames uit de Philipsfamilie, zoals Anna, Johanna, Henriëtte en Huberta; zo ook de Elisabethlaan, die later gesloopt is om ruimte voor de uitbreiding van het stadion te maken.
Toen dit eerste deel van Philipsdorp geopend werd, was veel pers aanwezig en die was zeer enthousiast. De huizen waren heel ruim en erg modern: ze waren voorzien van gas- en waterleiding en aangesloten op riolering, terwijl met uitzondering van het stadscentrum van Eindhoven de losse gemeenten van Groot-Eindhoven het nog met een open riool moesten doen. In de gemeente Strijp had nog geen enkel huis aansluiting op een gas- en waterleiding.
Omdat er een enorme woningnood was, waren in 1912 bijna alle huizen in Philipsdorp al dubbel bewoond. Er waren toen al 143 kostgangers geregistreerd. Er moesten snel meer huizen gebouwd worden.
De Hulstlaan en een gedeelte van de Henriëttestraat en Keerweerstraat zijn rond 1916 gebouwd. In die tijd bouwde Philips aan de nieuwe glasfabriek en trok glasblazers uit Maastricht en Leerdam aan. Deze huizen zijn dus voor de glasblazers gebouwd. De huur voor een huis aan de Hulstlaan was een gulden vijfenzeventig per week. De gemeente Strijp heeft de bouwvergunning heel lang tegengehouden, ze wilden niet nog meer arbeiders in de gemeente. Daar kwam bij dat de nieuwe bewoners lang niet allemaal katholiek waren en vaak niet uit de regio kwamen.

## Hulstlaan, 1917

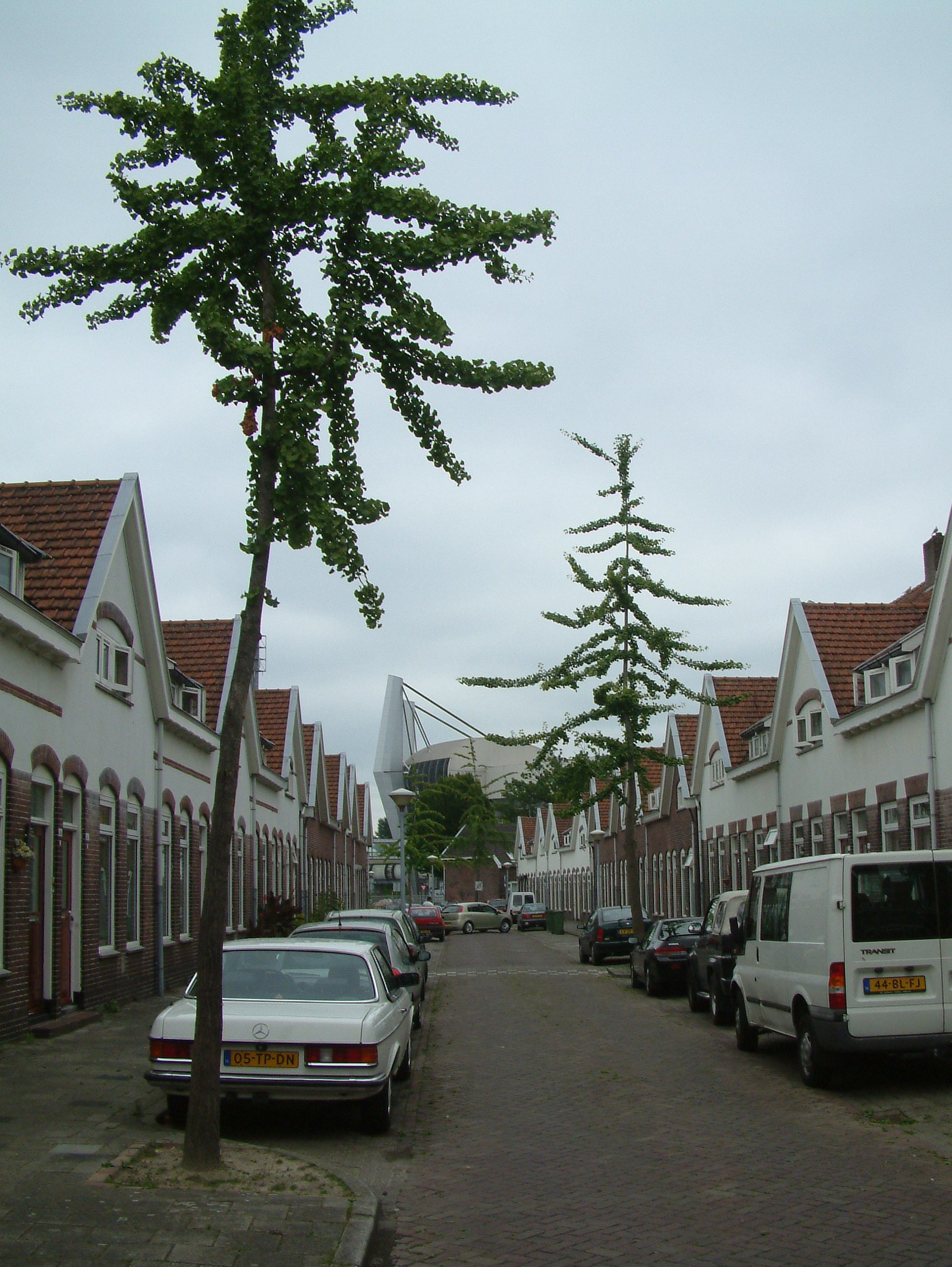
Annastraat (Philipsdorp)

De eerste inrichting van de Hulstlaan voorzag in voortuinen en een middenberm met dubbele bomenrij. De straat had een afgewogen ruimtelijke kwaliteit. Bij een herinrichting verdween deze opzet. Sinds begin 2019 is de straat weer in de oude staat gebracht. De twee rijbanen zijn terug, net als de bomenrij. Er is weer ruimte om voortuintjes aan te leggen. De bedoeling is zo het oorspronkelijke intieme ruimtelijk gevoel weer een kans te geven.
De bouw van Philipsdorp toonde een voorbode van een nieuwe tijdgeest: voor het eerst kwam de nadruk meer op stedelijk groen te liggen. In de tijd van de annexatie van de verschillende gemeenten (1915-1920), werd duidelijk dat de stad zó groot zou worden dat de bewoners niet meer makkelijk ‘naar buiten’ zouden kunnen, de natuur in, en dus moest de natuur een plaats in de stad krijgen, zowel om esthetische als om opvoedkundige en recreatieve redenen. In filosofische en medische kringen, en ook onder architecten, groeide het besef dat het verblijf in de natuur een heilzame werking zou hebben op het fysieke en geestelijke welzijn van de mensen.
Deze tuindorpgedachte is voornamelijk te zien aan het park of “green”. In deze ‘green’ tekende De Jongh een korfbalveld, een voetbalveld met een tribune, en een muziekkoepeltje. Het geheel werd omzoomd door een parkachtige rand, met diverse soorten bomen en heesters, een gracht en een wandelpromenade. De aangrenzende straten, de De Jonghlaan, de Frederiklaan, en de verdwenen Elisabethlaan kregen een middenberm met een dubbele rij bomen, waardoor de parkrand nog breder leek. Sinds de totale bebouwing van het stadionkwartier is er van de oorspronkelijke structuur en het stedenbouwkundige plan niet veel meer te zien, want het park met de sportvelden was het centrale deel. Er is van de parkzoom van De Jongh dus maar weinig over. De wandelpromenade werd opgeheven en bijna alle bomen gerooid. Op het middengebied verrees een stadion, terwijl de rest van de green nu een parkeerplaats is. Alleen de boomgroepen aan de De Jonghlaan en de eenzame kastanje voor het stadion herinneren nog aan het oorspronkelijke plan.

## Bazelbuurt (Wingerdlaan)
Met de aanstelling van architect Karel de Bazel in 1916, breekt de tweede fase aan van de aanleg van Philipsdorp.
Voordat hij de opdracht kreeg om Philipsdorp verder uit te breiden, was Karel de Bazel gemeentearchitect van Bussum, en werkte hij voor Pierre Cuypers, de architect van het Centraal Station en het Rijksmuseum in Amsterdam, maar ook van de Sint Catharinakerk in Eindhoven.
De Bazel was een tijdgenoot en een geestverwant van Berlage. Hij had al enige naam gemaakt met het ontwerp van een tuinwijk in Bussum (het Brediuskwartier, dat overigens sprekend lijkt op de Bazelbuurt.
Hij wilde de architectuur vernieuwen door gebruik te maken van het ambacht en de traditionele Nederlandse bouwstijl. In eerste instantie ontwierp hij landhuizen, maar later hield hij zich bezig met sociale woningbouw, dat hij als een kunstvorm zag. Hij wilde op een esthetische manier een bijdrage leveren aan de massale volkswoningbouw. Van zijn sociale woningbouw is inmiddels al veel verdwenen.
De nieuwe generatie architecten waar De Bazel bij hoorde, hield zich voor het eerst niet alleen bezig met de functie van de woningen op zich, maar ook met de stedenbouwkundige aspecten, en met de opgave om een groot aantal woningen tegelijk te bouwen. Dat was voor die tijd heel nieuw. Ze probeerden een eenheid tussen architectuur en stedenbouw te smeden.
De Bazelbuurt kan dan ook gezien worden als een zogenaamd “totaalkunstwerk” of, in architectonische termen, “gebonden stadsesthetiek”.
Dat betekent eigenlijk dat de huizen, de straten en de groenvoorziening samen ontworpen zijn als één geheel: alle onderdelen zijn op elkaar afgestemd, en als men een onderdeel weghaalt is het ontwerp beschadigd. Dit ziet men als volgt terug in de Bazelbuurt:
- Alle hoekpanden in de Bazelbuurt hebben een uitsparing in de gevel van de huizen. Dit is om te benadrukken dat daar een kruising van straten is.
- De gevels van alle huizen zijn aan elkaar verbonden alsof het de wanden van een kamer zijn, heel anders dan in het oudere deel waar losse rijtjes van huizen staan, met tussenpaden. De Bazel ziet de straat als een ruimte op zich, als een kamer waarin men verblijft.
- Er zijn T-splitsingen om het zicht binnen de straat te houden, dan heeft men geen doorkijk naar een andere straat, en blijft het kamer-idee overeind.
- De beplanting van de straten was in het originele ontwerp heel belangrijk. Het diende als versiering en om extra nadruk te leggen op bepaalde punten in de straat. Er werden bekende deskundigen ingeschakeld om advies te geven bij het ontwerp van de plantsoen en tuinaanleg in Philipsdorp.

Dit zijn allemaal elementen van de “gebonden stadsesthetiek”.
Karel de Bazel gebruikte dus ook beplanting als een middel om de stedenbouwkundige compositie van het stratenplan te benadrukken. In zijn ‘totaalkunstwerk’ kregen de straten hun eigen bomen, zodat er aangename ontmoetingsplekken ontstonden.
Hoezeer men hechtte aan het belang van een groene uitstraling bleek wel uit het feit dat in de plannen van De Bazel de straten niet langer naar leden van de familie Philips genoemd werden, maar naar de bomen en heesters die in die straten ook daadwerkelijk werden aangeplant: berken in de Berkenstraat, platanen op het Plataanplein, linden in de Lindenlaan. Elke straat kreeg zo zijn eigen groene identiteit.

## Lijsterbesbuurt
In 1917 schetste De Bazel een stratenplan voor de Lijsterbesbuurt en voor de architectonische invulling gaf hij advies aan bedrijfsarchitect Smit. In 1919 begon men met de bouw van een broodfabriek met bakkerijwinkel. Het was een gesloten buurtje met een binnenstraat en het moest een eigen identiteit krijgen. De Bazel heeft hier net als in de Bazelbuurt aanwijzingen gegeven om een eenheid in stratenplan en architectuur te verwezenlijken. De hoeken van de hoekwoningen zijn hier juist naar voren geschoven om weer een extra nadruk te leggen op de kruising van de straten.
De Lijsterbesbuurt zou men kunnen zien als overgang tussen het oorspronkelijke ontwerp van De Jongh, en de tweede fase van de Bazelbuurt. Het is als het ware de sluitsteen tussen de twee verschillende ontstaansfasen van Philipsdorp.

## Hoek Frederiklaan en De Jonghlaan
Langs de rand van het voormalige park, in de De Jonghlaan, staan de ingenieurswoningen. Deze huizen zijn groter dan de arbeiderswoningen, en ze hebben voortuinen, die samen met de oorspronkelijke dubbele bomenrij, het centrale park omarmden, samen met de inmiddels verdwenen Elisabethlaan. Ook hier weer ziet men sterk benadrukte hoeken.

## Plataanbuurt
In dezelfde tijd vraagt Philips ook advies aan De Bazel over nog verdere uitbreiding van Philipsdorp, hij zou dan in overleg treden met stadsarchitect Kooken en zijn assistent Jos Cuypers (de zoon van Pierre, die net als zijn vader architect en stedenbouwkundige was). Er werd gewerkt aan voorbereidingen voor de annexatie van de randgemeenten, en men was voornamelijk bezig met het ontwerpen van een stratenplan voor Groot-Eindhoven. Er zou een binnenringweg komen en een buitenringweg, die de dorpskernen met elkaar moest verbinden in een spinnenwebpatroon van radiaalwegen.
De Bazel ontwierp een stedenbouwkundig plan met verkeersstructuur voor de rest van Philipsdorp. Hij leverde hiermee een heel belangrijke bijdrage aan de opbouw van het westelijk deel van Groot-Eindhoven. Het fabrieksdorp Philipsdorp, dat eerst een aparte eenheid vormde tussen Strijp en Eindhoven in, werd daarmee deel van Eindhoven en stond daarmee mede aan de basis van Groot-Eindhoven, als grote industriële provinciestad.
In 1919 diende De Bazel een plan in voor het stratenplan voor de uitbreiding van Philipsdorp. Het plein aan de Essenstraat was belangrijk in zijn plan, want het lag aan de geplande binnenring, die uiteindelijk niet daar gerealiseerd zou worden. Maar dat hij een plein ontwierp waar doorgaande wegen samenkwamen is heel typerend voor zijn ideeën over stedenbouwkunde. Hij benadrukte steeds de kruisingen. Bedrijfsarchitect C. Smit werkte de architectuur van de huizen in de Plataanbuurt uit. Hij liet de gevels in hoogte verspringen om te voorkomen dat de straten een eentonige aanblik kregen. Ook liet hij in het midden van straten huizen naar achter verspringen zodat er een suggestie was van ruimtelijkheid in het midden van de straat.
De belangrijkste bijdrage van De Bazel ligt hier op stedenbouwkundig niveau, de architectuur van Smit wordt niet als van dezelfde kwaliteit beschouwd als die van de Bazelbuurt. Hier is minder sprake van “gebonden stadsesthetiek”. Het Plataanplein is het centrale punt in deze buurt, het hart van het ontwerp. Het is een besloten plein maar verbonden met straten aan alle kanten, die niet recht tegenover elkaar uitkomen. Dit wordt een turbineplein genoemd. Het is zo ontworpen dat men niet rechtstreeks van de ene straat over het plein in een andere straat kan kijken, de blik blijft dan op het plein hangen.
Vooral het openbaar groen, de rijen platanen die hier oorspronkelijk in iedere straat en op het Plataanplein stonden, waren erg bijzonder. Als men van bovenaf op deze wijk keek zag men alleen boomkruinen. Naast de hoekhuizen waren kleine zijtuinen met heggen, die een groene indruk gaven en de hoeken van de straten benadrukten. De Bazel probeerde het idee van het tuindorp in zijn ontwerpen te gebruiken, maar het gebrek aan ruimte in de stedelijke bebouwing liet dat niet echt toe. Toch is het openbaar groen als element in zijn totale ontwerp vaak net zo belangrijk als de architectuur of het stratenplan.
De beplanting van Philipsdorp was het resultaat van een weldoordachte inspanning: vanuit zijn grote liefde voor de natuur, schakelde Anton Philips van het begin af aan topdeskundigen in om te adviseren bij de plantsoen- en tuinaanleg. Ontwerpers als Leonard Springer, die nog steeds wordt gezien als de nestor van de Nederlandse tuinarchitecten in de 20e eeuw en de gezaghebbende Naardense tuinarchitect en kweker D.F. Tersteeg waren betrokken bij het beplantingsschema. Leonard Springer heeft onder andere de tuin van het Paleis Noordeinde in Den Haag ontworpen. Hij werkte regelmatig samen met De Bazel. Tersteeg heeft ook het Stadswandelpark en het Philips-De Jonghpark ontworpen, en het Dommelplantsoen.
De Plataanbuurt was het eerste wooncomplex in Eindhoven dat meteen werd aangesloten op het elektriciteitsnet. Er kwamen 40 Oostenrijkse en Tsjechische glasblazers en glasbuizentrekkers, 20 Belgische ovenbouwers, en glasblazers uit Drenthe en Oost-Groningen te wonen. Het was dus een internationaal buurtje.

## Laatste fase van Philipsdorp

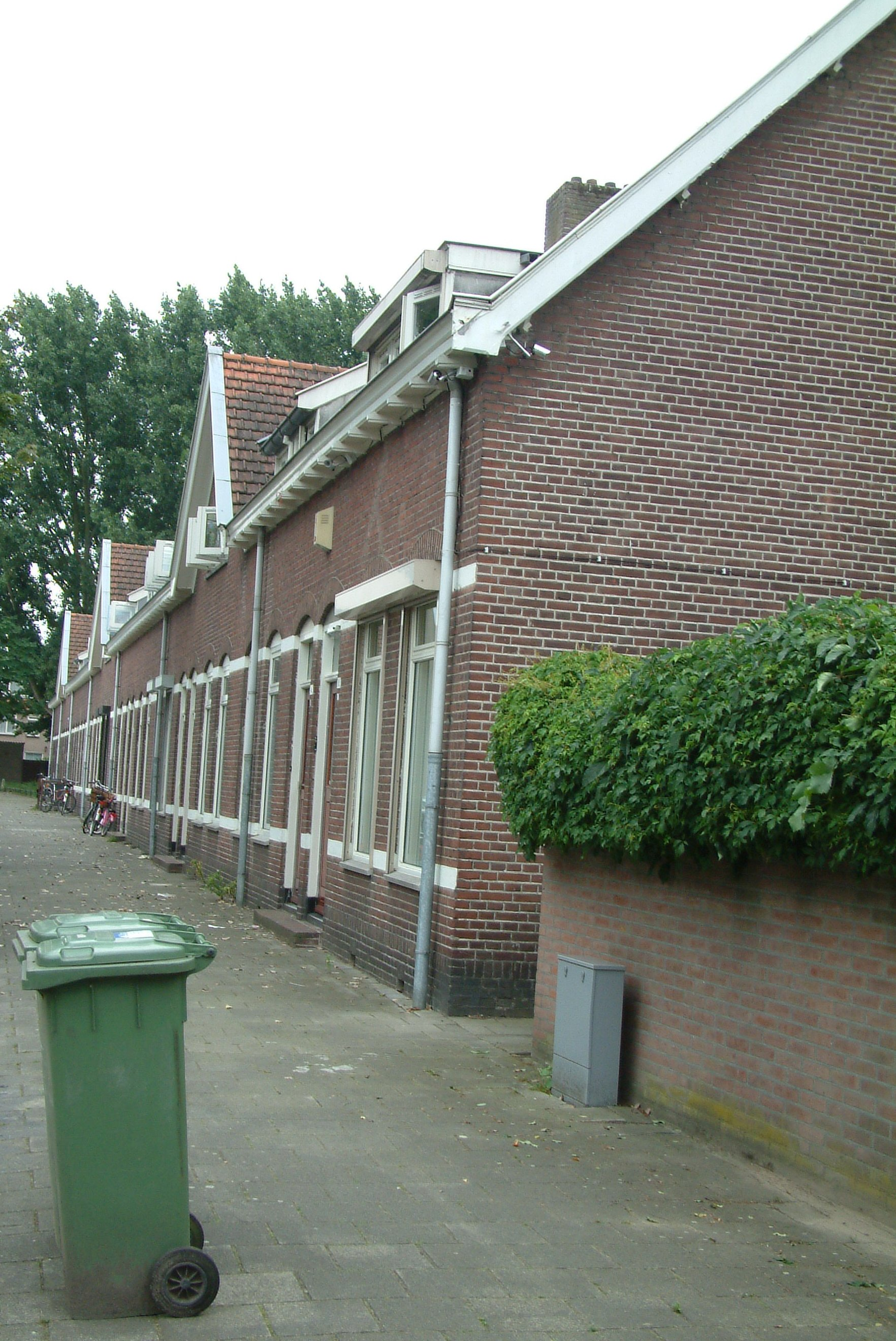
Een straat in Philipsdorp

De laatste uitbreiding vond plaats in 1923. Aan de Iepenlaan, de Hubertastraat, de Henriëttestraat en Keerweerstraat werden 74 kleinere arbeiderswoningen opgetrokken. Deze woningen zijn met rijkssubsidie gebouwd en ze zijn aanbesteed. Ze zijn dus niet door de Philips woningbouwvereniging gebouwd. Dit in tegenstelling met de rest van Philipsdorp. De grond was wel door Philips opgekocht en gratis ter beschikking gesteld, terwijl de gemeente de bestrating verzorgde. Bedrijfsarchitect Smit heeft de huizen ontworpen. Deze woningen worden op het gebied van de architectuur als niet bijzonder aangemerkt, met uitzondering van een paar panden aan de Henriëttestraat, die onder een meer expressionistische architectuurstijl vallen.

## ETOS en andere voorzieningen
De broodfabriek heette eerst de Philips Verbruiks Coöperatie en in november 1932 werd het ETOS, door een fusie van verschillende coöperaties. ETOS staat voor “Eendracht, Toewijding, Overleg en Samenwerking”. Alle winkelpanden op de hoeken van het oude gedeelte van Philipsdorp waren Philipswinkels. In het huidig koffiehuisje was een drogisterij gevestigd, in de huidige hobbywinkel (hoek Johannastraat / Frederiklaan) zat de slagerij en in het winkelpand op de hoek van de Frederiklaan en de De Jonghlaan zat een kruidenier.
Er was zelfs een eigen onbezoldigd Rijksveldwachter die de openbare orde handhaafde. Later kwamen er aan de zijkant van het park twee scholen, de Philipsschool en de ULO, en nog later het Philips Ontspannings Centrum en zelfs een schouwburg. Alle voorzieningen die een fabrieksarbeider maar nodig had, waren in het Philipsdorp aanwezig. Het badhuis stond op het fabrieksterrein bij de Glaslaan.

## Renovatie
Philipsdorp heeft haar functie als fabrieksdorp verloren. De oorspronkelijke ontwerpen zijn steeds minder goed zichtbaar. Men kan nog wel zien dat Philipsdorp als een geheel in de omgeving staat. Om de overgebleven delen te bewaren kreeg het in 2003 de status van beschermd stadsgezicht.
In 2010 werd het 100-jarig bestaan van de wijk gevierd. In 2012 is Woonbedrijf, de corporatie die de woningen in eigendom heeft, gestart met woningrenovatie.